# Sophie Guillemin
Sophie Guillemin (nacida el 1 de diciembre de 1977) es una actriz francesa. Ha aparecido en varias películas como L'ennui, Harry, He's Here to Help y Un chat un chat, a la folie pas du tout.

## Filmografía
- En heritage (2011)
- La petite Lilia (2009)
- Petite fille (2010)
- La Tête en friche (2010)
- L'essentiel féminin (2010)
- Enquêtes réservées (2009)
- Gamines (2009)
- Un chat un chat (2009)
- Commis d'office (2009)
- Les vacances de Clémence (2008)
- La cour des grands (2008)
- Vérités assassines (2007)
- Colisée (2007)
- SoeurThérèse.com (2007)
- L'avion (2005)
- Intrusion (2003)
- Félicitations (2003)
- Chut! (2002)
- Sólo te tengo a ti (2002)
- Caméra café (2002)
- Du côté des filles (2001)
- Ça ira mieux demain (2000)
- On fait comme on a dit (2000)
- Harry, un amigo que os quiere (2000)
- Tedio (1998)